# 石川英明
石川 英明（いしかわ ひであき、1954年（昭和29年）1月30日 - ）は、日本の政治家、建築士。元愛知県豊明市長（1期）、元豊明市議会議員（2期）。

## 来歴
愛知県豊明村（現・豊明市沓掛町徳田）に生まれる。名古屋市立緑高等学校卒業。1976年（昭和51年）3月、中部工業大学建築学科（現・中部大学）卒業。
1979年（昭和54年）から1981年（昭和56年）まで愛知県青年団協議会会長を務めた。1990年（平成2年）に建築士事務所「石川設計」を開設した。
1991年（平成3年）、豊明市議会議員に初当選した。市議を2期務めた。2000年（平成12年）、石川いちご園の代表となる。
2011年（平成23年）初め、豊明市長の相羽英勝が健康上の理由により市長を1期で退くことを表明。後継候補には副市長の石川源一が選ばれた。同年4月24日に行われた市長選には石川英明も立候補。石川源一ら2候補を破り初当選した。
※当日有権者数：52,561人 最終投票率：55.69%（前回比：-2.2pts）
| 候補者名 | 年齢 | 所属党派 | 新旧別 | 得票数       | 得票率 | 推薦・支持 |
| -------- | ---- | -------- | ------ | ------------ | ------ | ---------- |
| 石川英明 | 57   | 無所属   | 新     | 13,209.395票 | 46.11% |            |
| 石川源一 | 62   | 無所属   | 新     | 10,217.604票 | 35.67% |            |
| 前田庄介 | 63   | 無所属   | 新     | 5,218.000票  | 18.22% |            |

2012年（平成24年）3月22日、市議会定例会において石川に対する問責決議案が賛成10、反対7で可決される。同年、県内初の副市長の公募を実施。8月17日、イオンで広報マネージャーを務めた小浮正典を副市長に選任。10月26日、市議会臨時会において「市長の職権濫用問題及び農地法違反の調査に関する決議」が賛成多数で可決された他、同臨時会では市職員に半年間で2名もの自殺者が出たことについて緊急質問も行われた。
2013年（平成25年）4月26日、市議会臨時会において百条委員会に調査権を付与された「市長の職権濫用問題及び農地法違反等調査特別委員会」が設置され、2015年（平成27年）1月14日の市議会臨時会まで調査が続けられた。
2015年（平成27年）4月26日に行われた市長選で、保守系市議らが支援した小浮に敗れ落選。
※当日有権者数：53,037人 最終投票率：55.94%（前回比：+0.43pts）
| 候補者名 | 年齢 | 所属党派 | 新旧別 | 得票数   | 得票率 | 推薦・支持 |
| -------- | ---- | -------- | ------ | -------- | ------ | ---------- |
| 小浮正典 | 46   | 無所属   | 新     | 12,613票 | 43.51% |            |
| 石川英明 | 61   | 無所属   | 現     | 11,386票 | 39.27% |            |
| 伊藤清   | 46   | 無所属   | 新     | 4,991票  | 17.22% |            |